# Balaenoptera ricei
De Balaenoptera ricei is een zoogdier uit de familie van de vinvissen (Balaenopteridae). De wetenschappelijke naam van de soort werd voor het eerst geldig gepubliceerd door Rosel et al. in 2021. Daarvoor werd het taxon als ondersoort van de brydevinvis beschouwd. Uiterlijk zijn de twee soorten vrijwel identiek. Een volwassen individu van B. ricei is ongeveer 12,5 m lang en weegt tussen 13 en 27 ton.

## Voorkomen
De soort komt alleen voor in de noordoosthoek van de Golf van Mexico en leeft op een diepte van 150-400 m. De vinvis staat op het punt van uitsterven en telt begin 2025 nog zo'n 30 exemplaren. De Amerikaanse regering had de soort erkend als bedreigde soort volgens de Endangered Species Act, maar de president heeft deze status in februari 2025 ongedaan gemaakt.